# گیدو رایبروک
گیدو رایبروک (اسپانیایی: Guido Reybrouck‎؛ زادهٔ ۲۵ دسامبر ۱۹۴۱) دوچرخه‌سوار اهل بلژیک است.